# Foutaises
Foutaises és un curtmetratge francès dirigit per Jean-Pierre Jeunet, estrenat el 1990 .

## Argument
De cara a la càmera, Dominique Pinon afirma els seus "m'agrada, no m'agrada" sense cap ordre concret, des del més senzill al més commovedor, com ara "No m'agraden els homes amb barba sense bigoti. No m'agrada la idea que dormim un terç de la nostra vida, però m'agrada la idea que després de la mort, no serà pitjor que abans del naixement." 
Jean-Pierre Jeunet reutilitzarà aquest concepte a la pel·lícula Amélie per a la presentació dels seus personatges.

## Repartiment
- Dominique Pinon
- Marie-Laure Dougnac
- Chick Ortega
- Diane Bertrand
- Maurice Lamy

## Distincions
- Premi Premsa, Premi Jacques Tati, Premi del Públic al Festival del Curtmetratge de Clermont-Ferrand[3]
- César al millor curtmetratge de ficció a la 16a cerimònia dels Premis César.[4]
- Premi del Jurat, Premi Till Eulespiegel al Festival d'Orberhausen
- Premi del públic al Festival de Villeurbanne
- Premi del Públic al Festival de Savigny
- Premi del Públic al Festival d'Alès